# Vespertilionini
Vespertilionini (лилики) — триба рукокрилих ссавців з родини лиликових. Містить декілька родів, що поширені по всьому Старому Світу та Австралазії.

## Склад триби
Родовий склад із зазначенням кількості сучасних видів за MDD:
1. Afronycteris — 2 види
2. Cassistrellus — 2 види
3. Chalinolobus — 7 видів
4. Falsistrellus — 2 види
5. Hypsugo — 18 видів
6. Laephotis — 10 видів
7. Mimetillus — 2 види
8. Mirostrellus — 1 вид
9. Neoromicia — 5 видів
10. Nycticeinops — 7 видів
11. Nyctophilus — 16 видів
12. Pharotis — 1 вид
13. Philetor — 1 вид
14. Pseudoromicia — 7 видів
15. Tylonycteris — 6 видів
16. Vespadelus — 9 видів
17. Vespertilio — 2 види